# Asphodelus bakeri
Asphodelus bakeri är en grästrädsväxtart som beskrevs av Maurice A.F. Breistroffer. Asphodelus bakeri ingår i släktet afodiller, och familjen grästrädsväxter. Inga underarter finns listade i Catalogue of Life.